# Desmoxya
Desmoxya is een geslacht van sponsdieren uit de klasse van de Demospongiae (gewone sponzen).

## Soorten
- Desmoxya lunata (Carter, 1885)
- Desmoxya pelagiae van Soest & Hooper, 2005